# ضفيرة عصعصية
الضفيرة العصعصية (بالإنجليزية: Coccygeal plexus)‏ هي ضفيرة عصبية تقع بالقرب من عظمة العصعص.

## التكوين
تتكون الضفيرة من الفرع البطناني من الزوجين الرابع والخامس من الأعصاب العجزية والفرع البطناطي للعصب العصعصي. يساهم الزوج الرابع بصورة أكبر من الزوج الخامس في تكوين تلك الضفيرة التي ينشأ منها العصب الشرجي العصعصي.